# Cyclophora griseolata
Cyclophora griseolata là một loài bướm đêm trong họ Geometridae.